# 원주 봉산동 당간지주
원주 봉산동 당간지주(原州 鳳山洞 幢竿支株)는 대한민국 강원특별자치도 원주시 봉산동에 있는 고려시대의 당간지주이다. 1976년 6월 17일 강원도의 유형문화재 제49호로 지정되었다.

## 개요
당간지주는 사찰 입구에 설치하는 것으로, 절에 행사나 의식이 있을 때는 당이라는 깃발을 걸어두는데, 이 깃발을 다는 길쭉한 장대를 당간이라 하며, 당간을 양쪽에서 지탱시켜주는 두 돌기둥을 당간지주라 한다. 원주시 봉산동 내천 옆에 자리한 이 당간지주는 원래 통일신라시대에 창건된 사찰내에 서 있던 것이라 한다.
기단부(基壇部)가 땅에 묻혀 있어 그 모양을 알 수 없으며, 좌우 두 기둥과 기둥사이의 당간받침돌만이 남아있다. 자연돌로 만든 당간받침돌은 양끝을 기둥밑부분이 들어갈 수 있도록 파낸 후 기둥을 끼웠고, 그 윗면에는 가운데에 동그랗게 테를 돌린 후 깃대를 끼워 세울수 있도록 구멍을 파 놓았다. 양 기둥은 직사각형이나 위로 오를수록 차츰 좁아져 맨끝은 뾰족하게 모아진 형태이다.
각 부분에서 날카로운 부분을 다듬어 부드러운 모습을 나타내고자 노력한 흔적이 엿보인다. 세워진 시기는 대체적으로 정교한 꾸밈이 없었던 고려시대로 여겨진다. 1910년 ‘한일합방’당시 기둥 한쪽이 파손되어 1980년 4월 복원해 놓았다.

## 사진

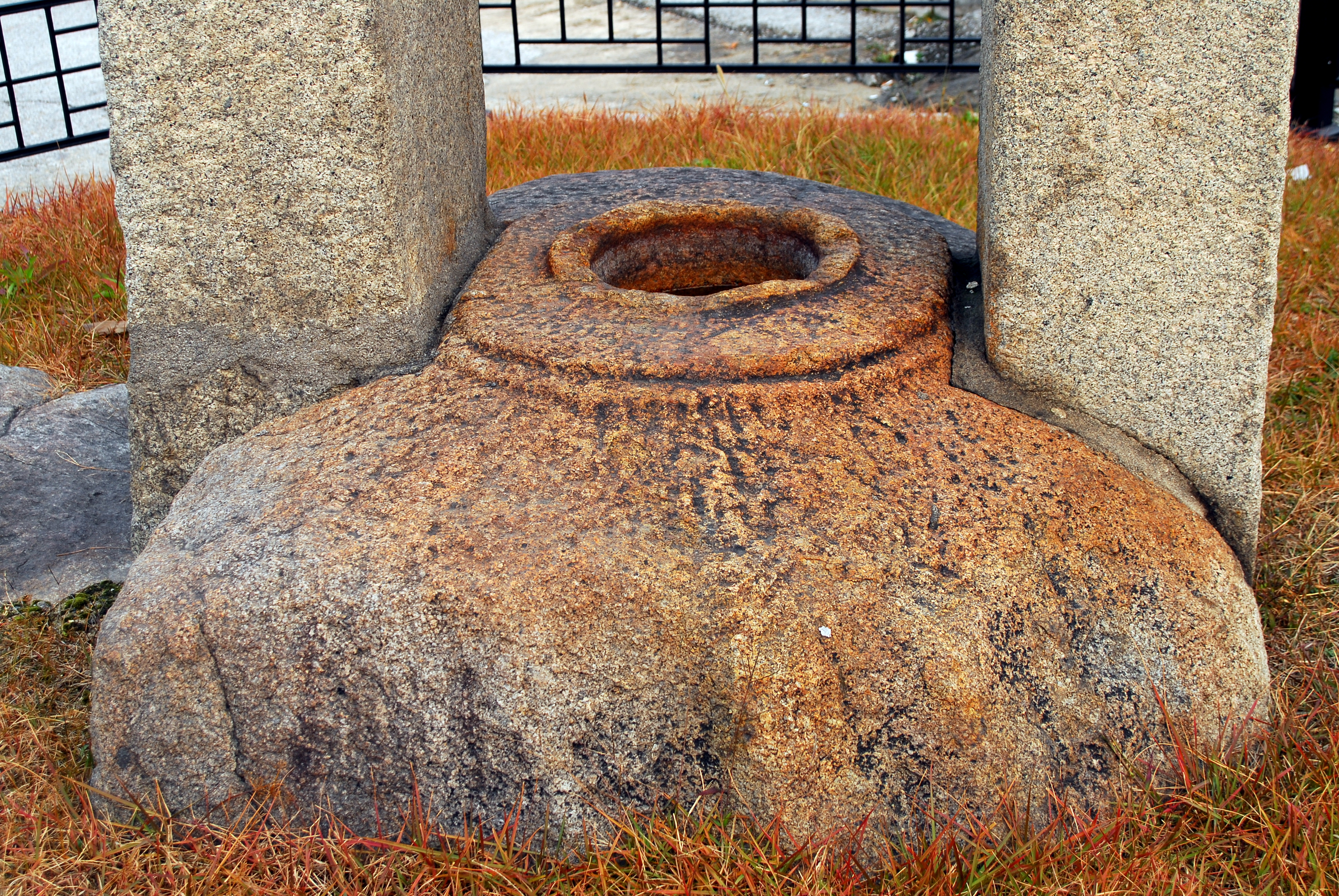
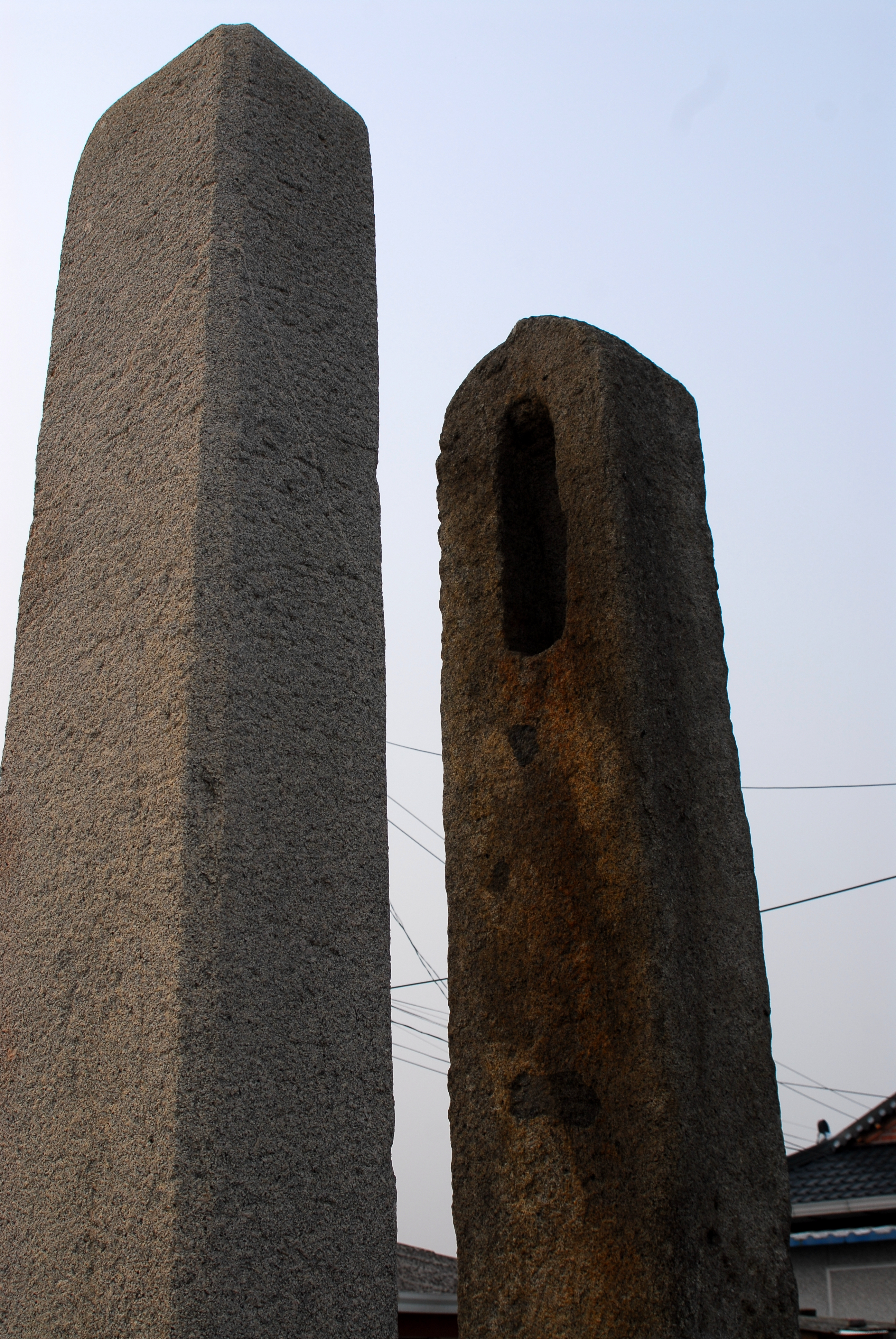
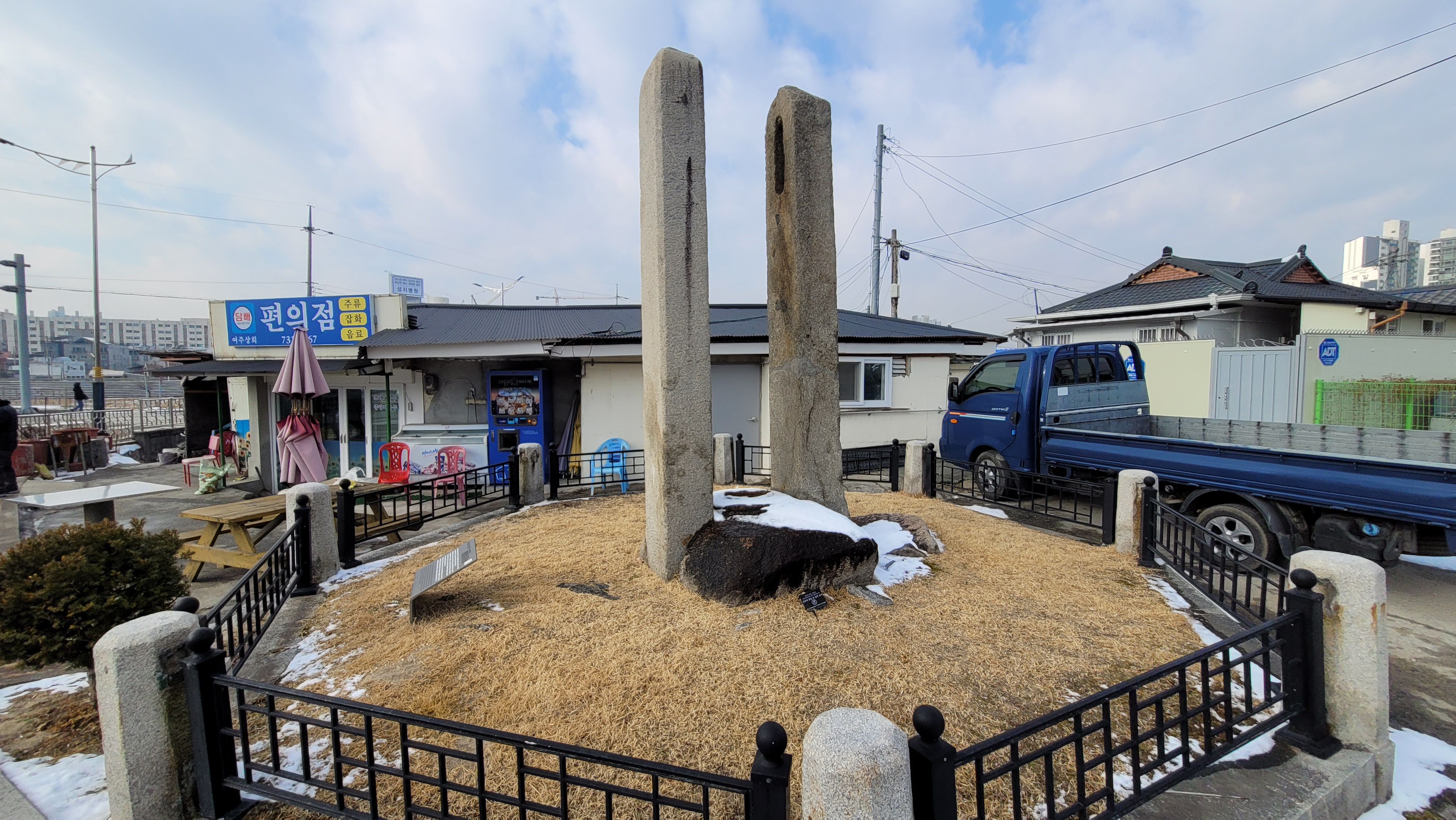